# Чон Сан Гюн
Чон Сан Гюн (кор. 전상균; род. 28 февраля 1981, Канвондо, Республика Корея) — южнокорейский тяжелоатлет, участник Олимпийских игр 2008 и 2012 года в категории свыше 105 кг.

## Карьера
В 2000 году стал 3-м на чемпионате мира среди студентов. В 2003 году занял 13-е место на чемпионате мира. В 2007 году снова принял участие в мировом первенстве, на этот раз неудачно, поскольку не смог ни разу взять вес во втором упражнении.
В 2008 году принял участие в Олимпийских играх, однако не смог взять вес в первом упражнении. В 2010 году стал вице-чемпионом Азиатских игр и занял 4-е место на чемпионате мира. В 2011 году стал бронзовым призёром чемпионата мира. В 2012 году завоевал серебряную медаль на чемпионате Азии. На Олимпийских играх 2012 года занял 3-е место.